# 電撃ネットワーク
電撃ネットワーク（でんげきネットワーク）は、日本のお笑い芸人。負傷するほどに身体を張った芸で知られる。日本ではその過激さゆえ敬遠されがちだが、欧米諸国では「TOKYO SHOCK BOYS（トーキョー・ショック・ボーイズ）」の名で知られ、高い評価を得ている。メディア関係の窓口としては、芸能プロダクション「オフィス電撃ネットワーク」が主に担当している。

## メンバー
ギュウゾウ
1964年（昭和39年）8月7日 - 、60歳。栃木県塩谷郡塩谷町出身。身長175cm、血液型A型。
強面だが気は優しい。その怪我は伝説の域に達している。ロックDJ、イベントプロデューサー、ギュウ農主催者としても活動。
ダンナ小柳（ダンナこやなぎ）
1968年（昭和42年）10月2日 - 、56歳。新潟県十日町市出身。身長188cm。
ギュウゾウ共々生傷が絶えない。電撃の芸はダンナ小柳から始まったとされる。
今日 元気（きょうもげんき）
1988年（昭和63年）4月19日 - 、37歳。山口県出身。
元海上自衛隊の隊員で潜水艦乗り。趣味、釣り　口癖、酔うた。読み方は「きょうもげんき」が正しい。二代目リーダー。
ランディー・ヲ様
1977年（昭和52年）11月19日 - 、47歳。北海道札幌市西区発寒出身。身長170cm、体重64kg。
カリスマホスト（源氏名は渚カヲル）を経てよしもとクリエイティブ・エージェンシー所属。後に電撃に移籍し吉本退社（移籍の一時期だけ掛け持ちだった）。日本ボディピアス協会会長で、容姿の特徴として、顔中に無数のピアスを開けている。芸能活動の傍ら、歌舞伎町にてバー「rita」を営む。
幕田みゆ（まくた みゆ）
栃木県宇都宮市出身。身長170cm。
知人に紹介されランディーのバーに何度か飲みに行くとランディーより勧誘され、後日リーダーの今日 元気からもオファーされ「このチャンスを生かそう」と2025年3月に加入を決めた。同年4月５日に初ステージ。ミスヤングチャンピオン2023ファイナリスト。ミス東スポ2024 SNS・メディアPR賞受賞者。電撃ネットワーク史上初の女性メンバー。

### 元メンバー
南部虎弾（なんぶ とらた）
1951年（昭和26年）7月14日 - 2024年（令和6年）1月20日）（72歳没）。山形県出身。
ダチョウ倶楽部の元メンバーにして元リーダー。自分以外の3人がダチョウ倶楽部としてテレビに出ているのを見て自身がクビになったことを知る。芸のためなら命を惜しまないとしている。2024年1月20日に死去。
三五十五（さんご じゅうご）
1962年（昭和37年）3月16日 - 2015年（平成27年）3月3日）（52歳没）
立て板に水のような喋りを得意とし、MC役を務めていた。言うまでもなくメンバー内でもっとも怪我の少ない人物。
2013年7月、肺癌を患い、療養のため芸能活動を休止していたが、2015年3月3日に都内の病院で死去。
犬神千代吉
初期メンバー兼マネージャー。メンバーから降りた後もマネージャーとして関わっていた。現在はロック総統として活動しているが、公式発表はしていない（同メンバーのギュウゾウ談）。
ペリカン
元タカダ・コーポレーションのおやき。2019年に突然脱退。
リチャード・ジョーダン
マイケル・ジョーダンの親戚（父親がマイケルのはとこ）。日生学園第二高校出身の元高校球児。関口メンディーのライバル。本名「仲條リチャード聖也」「リチャード・マイケル」、「リチャードくん」との表記も。2024年8月11日に脱退。

## 略歴
- 1990年、結成[5]。ライブハウスで活動を重ね、深夜番組オールナイトフジにてテレビデビューを果たす。グループ名は東京フィルムフェスティバルにて上映されていた同名の映画が由来。
- 1991年、デーブ・スペクターの紹介によりLAの人気番組 ベスト・オブ・ザ・ワースト（英語版）に出演。これが世界進出のきっかけとなった。

TOKYO SHOCK BOYSという名がついたのもこの時で、「電撃ネットワークじゃ外国人は発音できないから」とデーブが命名した。
- 1992年、カナダの世界的コメディフェスティバル ジャスト・フォー・ラフスからの招待をうけ出演、大成功を収める。以降、世界中から出演依頼が入るようになる。
- 1994年、オーストラリアにて全77公演。4万人を動員。
- 1995年、スコットランド、デンマーク、オランダ、ドイツ全36公演。
  - デンマークでは女王マルグレーテ2世の前でパフォーマンスを披露し、翌日の新聞に大々的に取り上げられる。
- 1996年、千葉経済大学の学園祭に出演。
- 1997年、ニューヨーク・オフブロードウェイに進出。3か月で71公演という日本人初の快挙を成し遂げる。
- 1999年、FUJI ROCK FESTIVALに初出演。2001年、2003年、2015年にも出演。
- 2000年、初の全国ツアー「10th ANNIVERSARY TOUR 〜原点回帰〜」を開催。RISING SUN ROCK FESTIVALに出演。
- 2001年、国内全国TOUR「不死身の男伝説」（21か所24公演）を開催。初のアジア公演、香港公演。
- 2002年、スペインのイベント「House of Asia Japanese night」に出演。
- 2003年、国内全国TOUR「一撃必殺 〜怒りの青筋ブチ切れ寸前!〜」を開催。
- 2004年、オーストラリアTOUR 8都市（シドニー、メルボルン、パース他）を開催。初の韓国公演。
- 2005年、国内全国TOUR「電撃伝説 〜15周年だよ全員集合!〜」を開催。
  - 全世界にネットワークを持つNATIONAL GEOGRAPHIC CHANNELにて、メンバーが体験した日本4大奇祭を1年がかりで収録したドキュメント番組が放送される。RISING SUN ROCK FESTIVALに出演。
- 2006年、オーストラリアの格闘技イベント「XPLOSION」でハーフタイムショーに出演。
- 2007年、スペイン・マヨルカ島でのイベント「BROT '07」に出演。
  - ロシア・ソチで2014年冬季オリンピック招致イベント「Art Football '07」に出演。
  - 学園祭　淑徳大学をはじめ複数に出演。
  - フランス・パリ、オランダ・アムステルダムにて「TOKYO DECADANCE」に出演。
- 2008年、3年ぶりの国内全国TOUR「危機一髪 〜電撃最大のピンチ〜」を開催。
  - 「大銀座落語祭2008」 博品館劇場での公演に出演。
  - 福岡の夏フェス「SunSetLive2008」に出演。
  - 北野武 監督 映画「アキレスと亀」に出演。
- 2009年、国立代々木競技場第二体育館で開催された「SPLASH INTERNATIONAL 2009」にゲスト出演。
  - 学園祭 日本大学工学部・東京医科大学をはじめ複数に出演。
- 2010年、電撃ネットワーク結成20周年を迎え、6年ぶり6回目となるオーストラリアツアー8都市（アデレード、シドニー、メルボルン、パース他）を開催。
  - 神戸のロックフェス「COMIN’ KOBE」に出演。
  - 三重のロックフェス「GAGNER FESTIVAL」に出演。
  - 逗子のフェス「音霊 OTODAMA SEA STUDIO 2010」に出演。
  - 東京国際フォーラムで爆風スランプの1日限定の復活ライブ「爆風復活しまんすライブ!!〜サンプラザ中野くん50歳だー!!〜」にサプライズ出演。
- 2011年、ROCKIN'ON JAPAN 主催のフェス「Japan Jam 2011」に出演。 
  - 広島のフェス「FESTA de RAMA 2011」に出演。
  - 学園祭 長岡技術科学大学・京都精華大学 をはじめ3校に出演。
  - ファッションブランド「X-LARGE」とコラボし、「X-LARGE 20周年記念イベント」に出演。
  - オーストラリア・メルボルンでのイベントに出演。
- 2013年、英国アパレルブランドFRED PERRY生誕100年を記念した企画「100PERSONS,100MINDS」の東京100人ポートレートに出演。
  - 「SUMMER SONIC 大坂」に出演。
  - オンラインホテル予約サイトの世界最大手Hotels.com® WEB CMに出演。
  - 野外フェスティバル「夏の魔物2013」に「電撃BiS階段」として出演。
  - 7月、三五、肺癌が発覚して療養のため芸能活動を休止。
- 2014年、渋谷WWWにて単独公演「デンゲキピック」を開催。
  - メンズカジュアルバッグメーカー「master-piece」ブランド創立20周年記念コラボレーションムービーを作成
  - RISING SUN ROCK FESTIVALに出演。
  - A-WORKS主催の野外フェスティバル「旅祭〜WOELD JOURNEY FESTA〜」に出演。
- 2015年3月3日、三五、都内の病院で死去。3月26日、告別式にて、現在の事務所から独立。「会社化」することを発表した。
- 2024年1月20日、リーダーの南部虎弾が脳卒中のため都内の病院で急逝。

8月11日川崎クラブチッタにて行われた
[南部虎弾 三五十五 追善公演]
ギュウゾウ生誕60還暦祭 〜電撃ネットワーク大本気ライブと大御所さんとアイドルさんと〜 
の出演を以てリチャード・ジョーダン脱退。
- 2025年4月1日、初の女性メンバー幕田みゆ加入[3]。

## 主な芸
- サソリを使った芸「サソリ男」
- 人間打楽器
- 牛乳を鼻から飲んで目から出す「ミルクマン」
- 液体化したロウの中に顔を入れる「ワックスマン」
- 布団圧縮袋に入って空気を抜く「布団圧縮袋即身仏」
- 缶を頭にくっつける「頭くっつき気合男」
- マジックペンのインクを口に吸い込む「肺活量吸引力男」
- ドライアイスと水を口に含み白煙を出す「ドライアイス大好き男」
- グラインダー（工作機械）で金属片を削り、飛び散る火花でタバコの火をつける「火花大好きサンダー野郎」
- 金属製のゴミを入れるバケツに、メンバーを逆さ吊りにして入れて、その中に爆竹を投げ込む「爆竹地獄」
- ビニール袋にメンバーを入れてその中に消火器を放出する「即席山海塾」
- 台所用洗剤やエンジンオイルを一気飲みする
- 巨大線香花火の火花を上半身裸の状態で浴びる
- 陰茎の根元に縄をくくりつけ、綱引きの勝負で勝利する
- 陰嚢に紐をくくりつけ、コンクリートブロックを引き上げる
- スッポンとキス
- 千円札をステープラーで耳につける「福耳男ホチキスマン」
- スーパーウォーターガンで顔面の粉を一気に洗い流す「瞬間メイク落とし」
- 巨大クラッカーを口で受け止める「バズーカ」
- クラッカーを口で受け止める「クラッカー口内爆裂」
- 「おなら燃やし」
- 「牛乳瓶底抜き」
- ドラム缶を打楽器に見立てたパフォーマンス「Stomp the Noise」

## その他
- トランス系ミュージックを中心に、音楽と連動した活動も展開しており、CDの楽曲の作曲・アレンジや、ライブでのキーボードプレイヤーとして、genji/nishikataが参加している。
- パフォーマンスは「人体実験」と称されるほどに過激だが、単なる見世物主義で終わらず、genji/nishikataの音楽と三五十五のMCでの進行、時にはストーリー仕立てで観客を楽しませるなど、様々な演出でエンターテインメントに仕上げている。
- 日本では年々テレビのが演出基準が厳しくなり、露出が少なくなってきている。一方、海外ではパフォーマンス芸となると劇場が主流であり、主催される数々のコンクールに優勝すれば一生遊んで暮らせるほどの賞金が貰えたり、劇場との契約が発生したりする。このためコンクールに出場すること自体で有名になれるほどで、テレビに出演するよりもステイタスが高い[注釈 1]。このような事情から日本国内よりも国外での人気が高い彼らだが、特にオーストラリアでは圧倒的な人気を誇る。日本人としては初めて、現地のテレビCMに出演した。
- 赤井英和と親交が深い。赤井家の新年会を始めとするパーティでネタを披露することもしばしば。
- 相葉雅紀は彼らの大ファンで「超人技」と呼ぶほど。特にドライアイス大好き男が好きで、『Dの嵐!』内の自身の企画「Aの嵐（仮）」で最初に行った実験もドライアイスに関するものだった。ビデオも持っており、メンバー内で又貸しているうちにどこかへ行ってしまったが、『嵐・15年目の告白』にて松本潤が持っていることが発覚した。
- 若手班は2018年までは頻繁に過激なパフォーマンスの動画を投稿していたが、同年の「ドライアイスで氷点下ビールを作ってみた」を最後に動画の投稿は一旦止まり、その後2020年に入ってから活動は再開したものの、過去に投稿した動画は全て削除された。
  - TBSで放送された「追跡バスターズ第6弾」の放送直後、同番組で取り上げられた知人から多額の借金を踏み倒した芸人が、紹介されたさまざまな特徴[注釈 2]から若手班のペリカンではないかと推測したファンや番組を見た視聴者から非難や抗議が殺到し、芸人の素性が公表されてないにもかかわらずメンバーのランディーがSNS上などで謝罪に追われる事態となった。ペリカンは放送から暫くして何の説明もなく存在を抹消され、脱退したことをうかがわせる扱いとなっているが、動画が削除された一件も含めて、これらの出来事が関係しているのかは不明。

## 出版物

### CD
- ガツン!（1993年6月25日）※松田弘（サザンオールスターズ）プロデュース。廃盤
- 富山米（1993年8月25日）
- gero-gero（1999年10月23日）
- YELLOW GROOVE（2000年10月18日）
- PUNK JAP（2001年3月7日）
- SASORI（2002年7月24日）
- 電撃伝説（2005年4月6日）
- 俺はもうダメだ（2006年6月21日）
- 電撃ネットワークのテーマ（2007年5月26日）※ The Surfaris「 Wipe Out（英語版）」のカバー

- 電撃魂（2013年10月30日）

#### コンピレーション作品
- 熱唱!!STREET FIGHTER II（1992年12月16日）
- MEGALOMANIACS SHOW TIME!（2001年3月28日）
- PHAT WAXX（2004年6月23日）

#### コラボレーション作品
- FLY HIGH/サソリ feat.電撃ネットワーク（2002年1月23日）※THE MAD CAPSULE MARKETSとのコラボレーション

### DVD
- 電撃ネットワーク ベスト（2001年3月14日）
- 電撃伝説～15周年だよ全員集合!～（2005年9月21日）

### VHS
- 公開人体実験（1999年8月21日）
- MADE IN JAPAN（2000年10月18日）
- ベスト・オブ・ザ・ワースト（2001年3月14日）

### 書籍
- 電撃ネットワーク南部の公開処刑（1995年3月）
- 電撃ネットワークの「かかって来い!」痛ッ! （1995年3月）
- オレ達外国じゃあビッグスター（1998年11月）
- 電撃伝説―ちょっとあぶない世界の楽しみ方（2000年9月）
（注：既刊の「オレ達外国じゃあビッグスター」に書下ろしを加え再編集したもの）

## 出演

### テレビ
- オールナイトフジ（フジテレビ、テレビデビュー）
- スピルバーグに捧ぐ!! 第6回ビートたけしのお笑いウルトラクイズ（日本テレビ）
- ナベさんミッちゃんのまねまね天国!（テレビ東京、お笑いメジャーリーグ） - 第3代5週勝ち抜きチャンピオン
- プレステージ サマースペシャル紅白お笑い大合戦（テレビ朝日）
- プレステージ 真夜中の平成異端児サミット（テレビ朝日）
- プレステージ オール電リク平成お笑い王座決定戦（テレビ朝日）
- 水曜特バン! ビートたけし杯争奪!紅白お笑い大合戦（テレビ朝日）
- 原宿クエストホール たまキン旗揚げライブ（フジテレビ）
- たまにはキンゴロー（フジテレビ、芸人特集第16回「危王」）
- さんまのナンでもダービー（テレビ朝日）
  - 第2回スペシャル特番（1991年） - 第2回ニッカ池潜水がまんカップ・秋に出演
  - 第3回スペシャル特番（1992年） - 神立高原記念お笑い対抗雪上スリッパ大障害に出演[注釈 3]
- 登龍門F 若手芸人ネタ祭り!!～元旦生ライブSP（フジテレビ）
- BAZOOKA!!! 世界の電撃ネットワーク、バズーカ公演!（BSスカパー!）
- ザ・ノンフィクション「芸に命をかけた人 〜南部虎弾と妻の約束〜」（2024年5月12日・19日、フジテレビ）

### CM
- 電撃ゲーム雑誌（電撃王、電撃PlayStation、電撃SEGA SATURNの連名）（メディア・ワークス（現：アスキー・メディアワークス））
- サムソンV（1993年、日本コカ・コーラ）
- リステリン※オーストラリアのみで放送。過激な内容だったため短期間でCM打ち切り。1999年
- 電激倉庫（1999年）
- キンカン（2001年、金冠堂）

### ラジオ
- テリー伊藤 のってけラジオ ゲスト（2008年1月15日、ニッポン放送）
- よきラジ（2024年 - 、渋谷クロスFM）幕田のみ - 月1アシスタントMC※加入以前より担当

### 漫画
- 極東学園天国（日本橋ヨヲコ）

## タイアップ

### パチンコ
- CR電撃ネットワーク（2007年、エース電研）
- CRショックボーイズ（2007年、エース電研）

### パチスロ
- 電撃ネットワーク（2007年、トリビー）